# Serhij Bilyk
Serhij Bilyk (2. rujna 1970.), ukrajinski bivši rukometni reprezentativac, poslije s austrijskim državljanstvom. Otac austrijskog rukometnog reprezentativca Nikole Bilyka.